# Norsk Lundehund
Il norsk lundehund è un'antica razza di spitz norvegese impiegato originariamente per la caccia ai pulcinella di mare e altri uccelli marini in gran parte delle coste norvegesi. 

## Origini
Non si sa di preciso quanto questa razza sia antica, ma ci sono testimonianze scritte sull'uso dei cani per la caccia ai pulcinella di mare che risalgono al XVI e XVII secolo. Erik Pontoppidan, che fu vescovo di Bergen e si occupò di zoologia, ne accenna nella sua opera Versuch einer natürlichen Historie von Norwegen (Tentativo di una storia naturale della Norvegia) del 1753. 
Le piccole dimensioni del lundehund gli permettevano di entrare negli stretti nidi, che i pulcinella di mare costruiscono sulle scogliere scoscese, e catturare gli uccelli vivi. La carne di questi uccelli veniva poi consumata, mentre le piume venivano vendute o usate come imbottitura.
Verso la metà del XIX secolo i cacciatori cominciarono a preferire l'uso delle reti per la caccia agli uccelli marini e, di conseguenza, il numero di norsk lundehund diminuì drasticamente. La razza si salvò solo grazie agli sforzi congiunti di Eleanor Christie, un'allevatrice del sud-est della Norvegia, e di Monrad Mikalsen, un pescatore di Måstad, sull'isola di Værøy, unico luogo in cui avevano mantenuto un'esigua popolazione di lundehund.
La razza fu riconosciuta dal Norsk Kennel Klub (Kennel Club norvegese) solo nel 1943 e dalla FCI nel 1965.
Nel 1962 fu fondato il Norsk Lundehund Klubb allo scopo di studiare e preservare questi cani.

## Caratteristiche fisiche

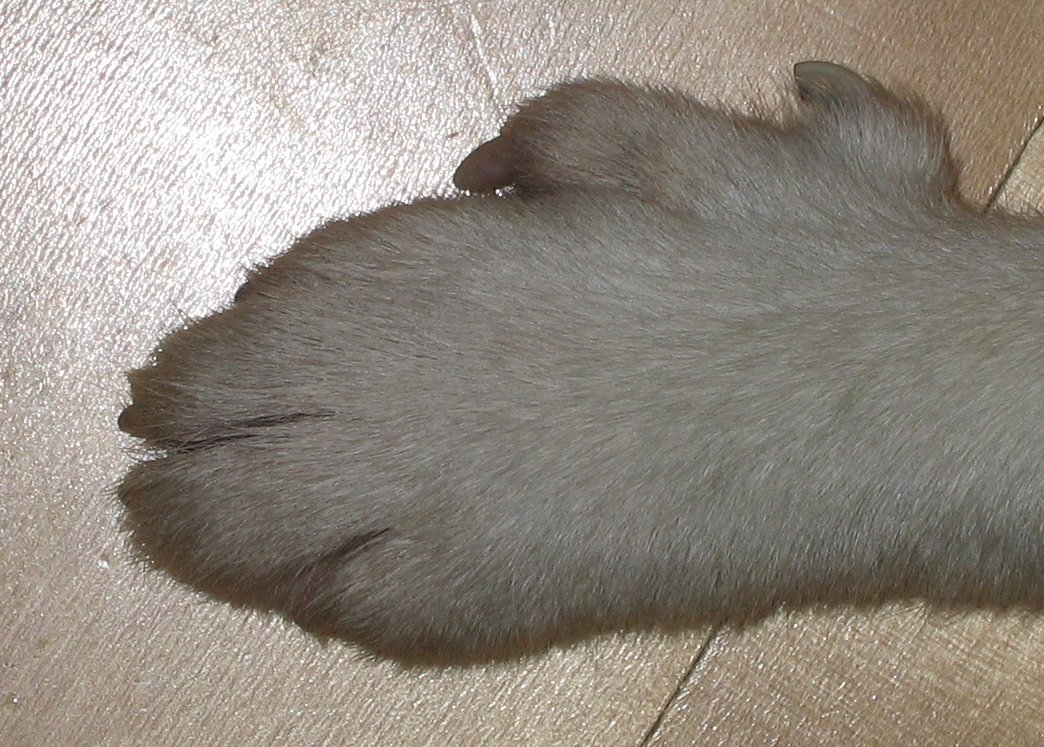
La zampa a sei dita di un lundehund

Si tratta di uno spitz di piccole dimensioni, forte e dal corpo rettangolare. Il pelo è fitto e ispido, con un sottopelo morbido, corto sulla testa e sulla parte anteriore delle zampe, più lungo all'altezza del collo, sugli arti posteriori, le cosce e la coda. Il colore del manto va dal rossiccio al marrone, con parti bianche e alcuni accenni di nero o grigio. 
Il norsk lundehund presenta alcune caratteristiche fisiche peculiari che lo rendono particolarmente interessante: 
- le zampe presentano polidattilia. Invece di avere 4 dita come la maggior parte dei cani, il lundehund ha zampe con 6 dita, tutte completamente formate;
- i padiglioni auricolari si ripiegano in modo da chiudere il condotto uditivo e proteggerlo quando il cane entra negli anfratti;
- il corpo è straordinariamente flessibile.